# Radio autogestionada
Una radio autogestionada es una emisora de radio privada cuyo funcionamiento interno es gestionado de forma directa por todos aquellos que participan activamente en la vida de la radio. Por ello no depende de ningún gobierno, partido político, ni organismo externo a la radio, caracterizándose así por su libertad y autonomía, tanto económica como ideológica. Una radio autogestionada es definida por su modo de organización no por su frecuencia radial ni por su razón social. 
Están clasificadas como medios de comunicación alternativos, en muchas ocasiones suelen referirse a ellas como radios libres, sin embargo este término alude a un concepto mucho más amplio. Las radios autogestionadas surgen como necesidad de llevar la comunicación al marco cotidiano y en oposición al monopolio y la centralización de la comunicación.

## Organización
Las asociaciones particulares que las componen normalmente tienen una organización interna asamblearia-autónoma y la programación se elabora de forma colectiva. Los locutores y personas que la llevan son socios voluntarios. A partir de esto, pueden ser o asociaciones sin ánimo de lucro o empresas lucrativas autogestionadas. Su ideología depende directamente de quienes integran la radio autogestiva, por lo que puede tener cualquier razón social, aunque por el respaldo a la autogestión como método suele relacionarse a grupos o ideas radicales. También se vinculan a ecologistas, pacifistas, asociaciones de vecinos o amigos y hacklabs.

## Financiamiento
Al ser financiada directamente por quienes la componen, siendo el método convencional de ingresos, se intenta constituirla al margen de todo grupo de presión político o económico que pueda o quiera alterar en su provecho el mensaje a difundir. Pueden también recibir aportaciones voluntarias de sus oyentes. La radio autogestiva puede ser: 
1. Cultural, en cuyo caso no recibe publicidad comercial sino sólo aportaciones voluntarias.
2. Comercial, que en cambio sí puede recibir publicidad comercial siempre que no entre en conflicto de intereses con su autonomía.

## Difusión
Clásicamente utilizan la banda de la Frecuencia Modulada y suelen tener una cobertura local en el municipio desde el cual transmiten, aunque el avance en nuevas tecnologías ha permitido que puedan emitir a través de Internet, llegando a tener difusión mundial e incluso emitir exclusivamente radio por Internet. Pueden usar indistintamente una frecuencia radial pirata, ocupada, comprada, legalizada o caso contrario sólo emitir digitalmente vía streaming o podcast. 